# Оук Лејк (Манитоба)
Оук Лејк (енгл. Oak Lake) је малено насеље са статусом варошице у крајњем југозападном делу канадске провинције Манитоба и део је географско-статистичке регије Вестман. Налази се у самом средишту канадске прерије, на делу трансканадског аутопута 1 на 52 км западно од града Брандона, односно око 25 км источније од вароши Верден. Северно од вароши протиче река Асинибојн, док је нешто јужније језеро Оук.
Током 19. века цело подручје око данашње вароши је захваљујући свом богатству у дрвету (посебно бројним храстовима по којима је област и добила име) је било популарно међу трговцима крзном као одмаралиште. Године 1881. траса канадске пацифичке железнице дошла је и до Оук Лејка који се развио из радничког насеља подигнутог годину дана касније. Насеље је 1907. добило статус службене варошице у провинцији Манитоби.
Према резултатима пописа становништва из 2011. у варошици су живела свега 383 становника у укупно 179 домаћинства, што је за 5,5% више у односу на 363 колико је регистровано
приликом пописа 2006. године.
Основна привредна делатност и даље је пољопривреда, а већина популације запослена је у суседним Вердену и Брандону.

## Становништво
| 2001. | 2011. |
| ----- | ----- |
| 359   | 383   |